# 裏松友光

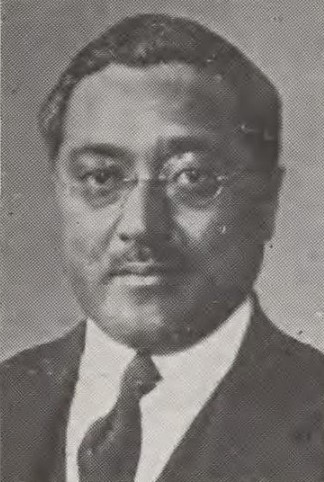
裏松友光

裏松 友光（うらまつ ともみつ、1885年（明治18年）11月7日 - 1949年（昭和24年）11月24日）は、大正から昭和期の実業家、政治家、華族。貴族院子爵議員。

## 経歴
陸軍将校、子爵・裏松良光の二男として生まれる。父の死去に伴い、1915年（大正4年）10月30日、子爵を襲爵した。
1911年（明治44年）東京帝国大学法科大学政治学科を卒業。その後、内閣調査局参与、商工省参与、土木会議議員、大蔵省委員、大東亜省委員、南方開発金庫監事、南鮮合同電気監査役、朝鮮電力監査役などを務めた。
1924年（大正13年）9月27日、貴族院子爵議員補欠選挙で当選し、研究会に所属して活動し、1946年（昭和21年）3月26日まで四期在任した。

## 親族
- 妻：ミチ（橋本圭三郎長女）[1]
- 長男：昭光[1]
- 長女：園子（岩崎勝太郎夫人）[1]